# 核磁子
核磁子（かくじし、英: nuclear magneton、記号 {\displaystyle \mu _{\mathrm {N} }\,}）は核子が持つ磁気モーメントの物理定数。まれに電子がもつ磁気モーメントであるのボーア磁子に対して核ボーア磁子ともよばれる。
国際単位系（SI）における値は
{\displaystyle \mu _{\text{N}}=5.050\ 783\ 7393(16)\times 10^{-27}\ {\text{J}}\ {\text{T}}^{-1}}
である（2022CODATA推奨値）。
国際量体系（ISQ）において、核磁子は
{\displaystyle \mu _{\text{N}}={\frac {e\hbar }{2m_{\text{p}}}}}
で表される。
ここで e は電気素量、ħ はプランク定数、mp は陽子の質量である。
なお、ガウス単位系では電流と磁気の関係付け方が異なるため、光速度 c の因子が入って
{\displaystyle \mu _{\text{N}}={\frac {e\hbar }{2m_{\text{p}}c}}}
で表される。
核子のなかで、陽子は電子と同じスピンと電気素量をもつフェルミオンである。しかし陽子の質量は電子の約1840倍あるため、核磁子の磁気モーメントは電子のボーア磁子のおよそ1840分の1である。
単純に考えると、核磁子の値は陽子の磁気モーメント {\displaystyle \mu _{\text{p}}} とほぼ等しいはずである。また中性子は電荷をもたないため、磁気モーメント {\displaystyle \mu _{\text{n}}} はゼロであるはずである。しかし実際の陽子、中性子のの磁気モーメントは核磁子 {\displaystyle \mu _{\text{N}}} に比べて
- {\displaystyle \mu _{\text{p}}=2.79\mu _{\text{N}}}
- {\displaystyle \mu _{\text{n}}=-1.91\mu _{\text{N}}}

であり単純な理論値とは大きく異なっている。これは異常磁気モーメントとよばれ、陽子や中性子が内部に電荷を持ったクォークからなる複合粒子であることに起因すると考えられている。